# Eikautermolen

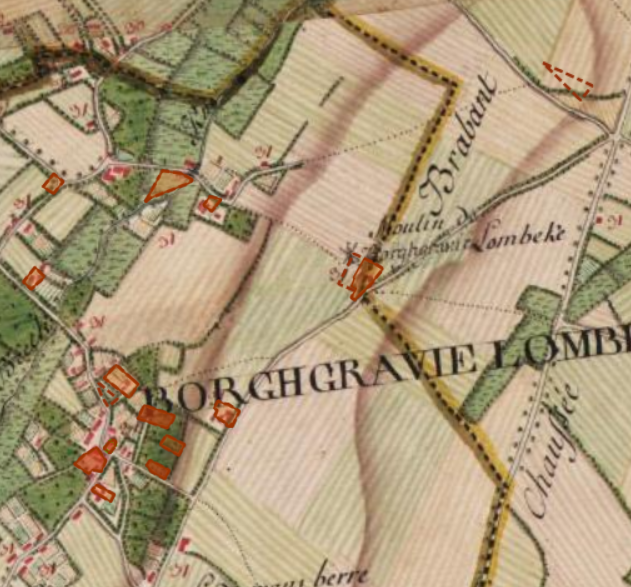
De eikoutermolen zoals vermeld op de Ferrariskaart

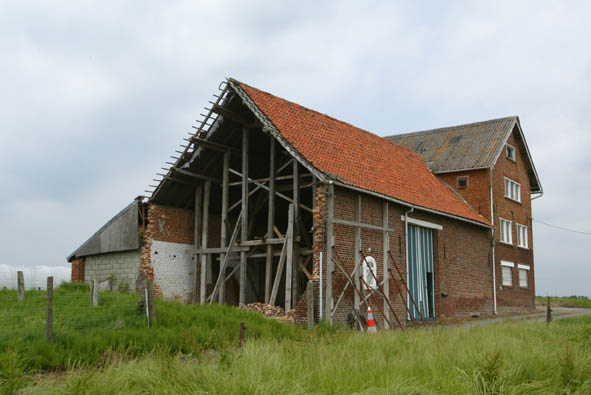
Molenaarswoning in 2006

De Eikautermolen was een staakmolen in Borchtlombeek (deelgemeente van Roosdaal) waarvan de molenmotte nog zichtbaar is.

## Beschrijving
Het molenaarshuis bestaat uit een anderhalve verdieping en zadeldak (pannen) en dateert uit de 19de eeuw. De constructie is opgetrokken uit baksteenbouw met gewijzigde muuropeningen. De twee steekboogvensters van gesinterde steen kunnen mogelijks wijzen op een kern uit de tweede helft van de 18de eeuw.

## Historiek
Deze gestroomlijnde staakmolen, bestemd voor het malen van granen werd voor 1635 opgericht en stond op de kaarten (waaronder de Ferrariskaart) vermeld als “Moulin de Borghgravie Lombeke”. Hij bevond zich op de Eikauterstraat 37 op de grens tussen Borchtlombeek en Wambeek, hetgeen tevens de grens was tussen het hertogdom Brabant en het historische graafschap Vlaanderen. De Eikauter is een kouter, begrensd door een eik (vandaar zijn eerste naam) en is een van de hoogstgelegen gebieden van Borchtlombeek (ca. 75 m).
In 1741 was ene Van Lierde (Petrus) molenaar. Rond 1780 zou volgens geschriften een nieuwe molen zijn opgericht door de familie Bastaerts nadat de vorige vermoedelijk was omgewaaid of afgebrand.
In 1830 was de molen nog steeds in handen van de familie Bastaerts en ging vervolgens steeds over van vader op zoon of schoonzoon. Een baksteen vermeldt tevens "DJB 1842". In 1868 kwam schoonzoon Van der Mijnsbrugge op de molen, vandaar ook de 3de naam van de molen. In 1926 brandde de standerdmolen af. De eigenaar verbouwde de schuur tot twee mechanische korenmolens, één met stenen en één met walsen. Oorspronkelijk waren het dieselmotoren die de molenstenen draaiend hielden, nadien werden zij elektrisch aangedreven.
In 1975 werd met malen gestopt en werd de molen verkocht aan de “Molens van Meldert”.
De molenmotte, alsook de mechanische maalderij en de molenaarswoning werden vastgesteld als bouwkundig erfgoed in 2009. De schuur werd na verwijderen van de moleninstallatie, door de huidige eigenaar, Herman Claeys, omgevormd tot woning. Ook het oorspronkelijke molenaarshuis is goed bewaard gebleven.

## Trivia
Deze molen heeft maar liefst drie namen: De Eikautermolen, De Hei(de)koutermolen of de Molen Van der Mijnsbrugge.

## Ontsluiting van de molen
Dit plekje is een halte op de Molenfietsroute Roosdaal. Deze wandel-/fietsroute is een onderdeel van de Molenbox, ontwikkeld door de Erfgoedcel Pajottenland Zennevallei in 2009. In 2020 werd de molen door de gemeente Roosdaal ontsloten via een QR-code.
- Inventaris van het Bouwkundig Erfgoed (Vlaanderen): 40578